# Мария Магдалина (фильм, 1990)
«Мария Магдалина» — советский фильм 1990 года режиссёра Геннадия Воронина. Фильм снят в городе Владивостоке.

## Сюжет
Беспутный образ жизни гулящей Марии Егоровой по прозвищу «Магдалина» резко обрывается — её знакомая, загнав её в долги и поставив «на счётчик», забрав паспорт, через знакомого сутенёра предлагает ей работать проституткой. Мария в ходе разговора разбивает сутенёру голову, попадает в отделение милиции, откуда сбегает. Теперь её ищут бандиты и милиция, и ей нужно срочно найти деньги, чтобы выкупить паспорт и уехать с дочкой из города…

## В ролях
- Лариса Гузеева — Мария Егорова, Магдалина
- Мария Капицкая — Васёна, её дочь
- Николай Макушенко — Биркин, милиционер
- Юрий Платонов — майор
- Юрий Чекулаев — охранник проходной порта
- Марина Голуб — Светлана
- Александра Назарова — квартирная хозяйка
- Жанна Токарская — Зина
- Андрей Кошелев — Виктор
- Александр Филиппенко — священник
- Владимир Шихов — Коркин
- Георгий Мартиросьян — Южанин
- Александр Колобов — Борис, стармех
- Александр Числов — Коля, психбольной
- Алла Белых — эпизод
- Наталья Суркова — эпизод

Также в фильме снимались Э. Прокопцев, В. Пигаев, А. Спивак, С. Сафонов, Е. Каплун, В. Сальков, Р. Мельяновская, И. Ермакова, Г. Чурилина и другие

Режиссёр фильма Г. Воронин — выпускник Дальневосточного института искусств. Главную роль в этом фильме играла Лариса Гузеева, и всё внимание было сосредоточено на её героине. Все же остальные роли были небольшими, по сути эпизодическими, и сыграли их артисты театра молодежи.

## Владивосток в кадре
Съёмочная группа благодарит жителей города Владивостока, студентов Института искусств, работников рыбного и торгового портов, УВД Приморского края, командование Тихоокеанского флота за оказание помощи в работе над фильмом.
Фильм снимался в городе Владивостоке, это один из немногих фильмов, снятых в городе до 1991 года.
В кадре можно видеть бухту Золотой Рог, центральную площадь города с памятником Борцам за власть Советов, Свято-Никольский собор, Лютеранскую церковь Святого Павла, военный санаторий «Океанский» на станции Санаторная.
Съёмки велись в Рыбном порту, а отделение милиции — Первомайское РОВД на Киевской, 8 (сейчас Отдел полиции № 2).

## Критика
«Мария Магдалина» — в своем роде фильм-шедевр, апофеоз всей той пошлости, которая кочует теперь из картины в картину. Начиная со спекулянтского завлекательного названия…

Жалко. Честное слово, жалко, в который раз. Людей, денег, актёров, времени, понятия «советское кино». И зрителей, разумеется.— Михаил Рощин, журнал «Столица», 1991